# Hillary Scott (cantante)
Hillary Dawn Scott-Tyrell, nota come Hillary Scott (Nashville, 1º aprile 1986), è una cantante statunitense.
Dal 2006 fa parte del trio country Lady Antebellum insieme a Dave Haywood e Charles Kelley.